# Cesantes

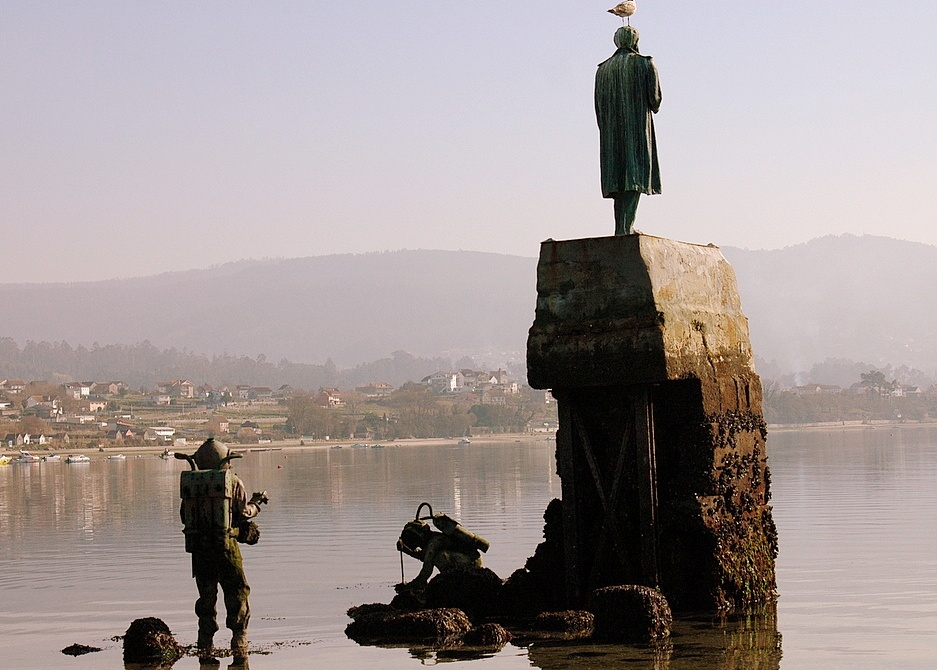
Cesantes, Redondela.

San Pedro de Cesantes es una parroquia perteneciente al ayuntamiento de Redondela, en la provincia española de Pontevedra.
Cesantes limita al norte con el área de Soutoxusto (Viso), al este con la parroquia de Viso, al sur con la parroquia de Redondela y al oeste con la Ría de Vigo.
Sus calles principales son Outeiro das Penas, Carballiño, el Coto y San Pedro, pero podemos encontrar lugares como A Pantalla, Catapeixe o el Coto do Mexo. La parroquia tiene una extensión aproximada de 12 km cuadrados. A pesar de ser un área costera cuenta con un relieve bastante irregular. La superficie arbórea ronda el 5 por ciento de su extensión y es atravesada por el río Pexegueiro. Cuenta con puerto propio, lonja y una cofradía de pescadores, la cofradía de San Xoan. Además cuenta con un puerto deportivo , y un pequeño hotel a orillas de la playa

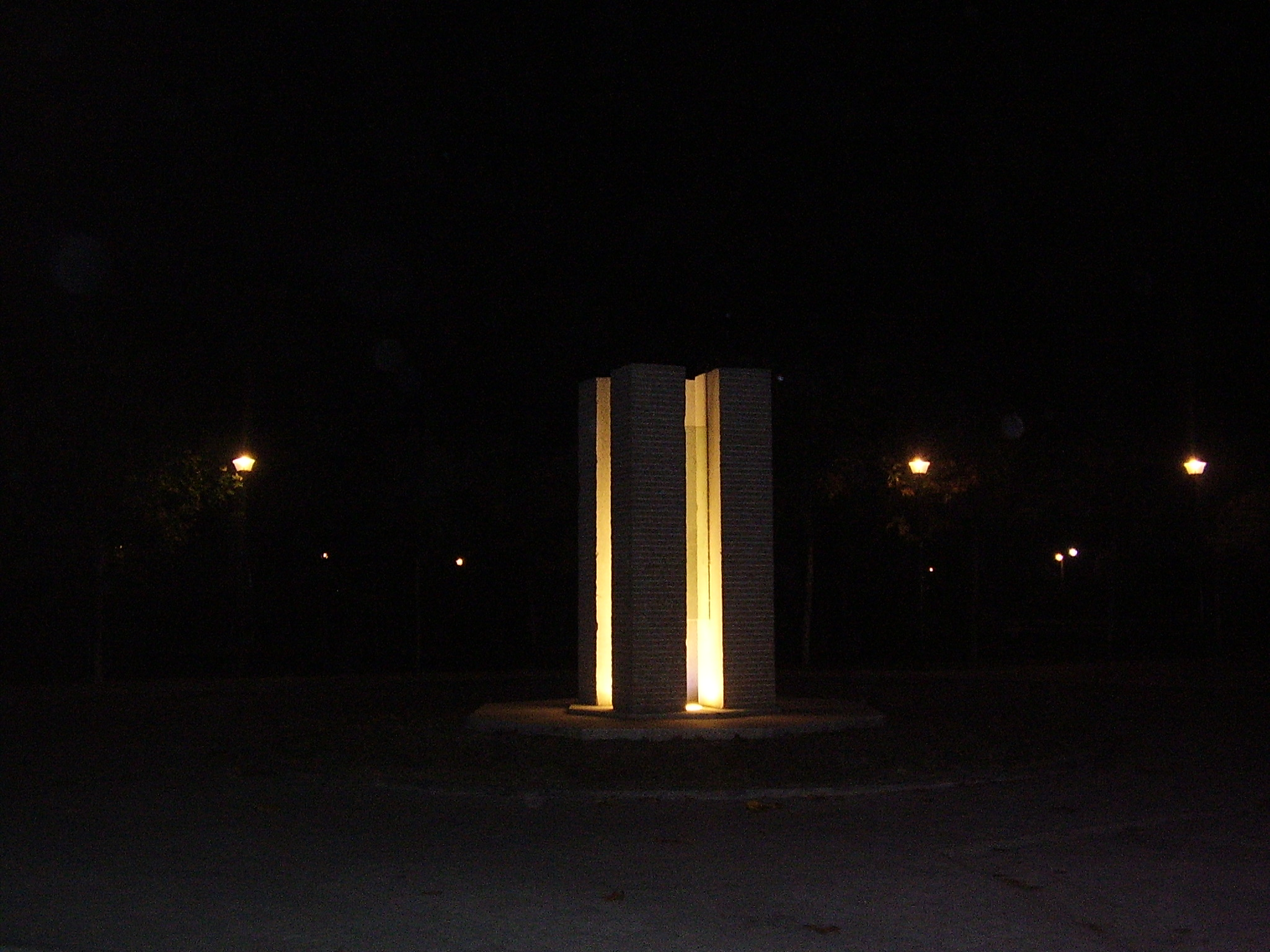
Monolito en la honra de los marineros fallecidos en el Bahía, (en la playa).

## Lugares de interés
Los principales lugares de interés del pueblo de Cesantes son La Ensenada de San Simón, La isla de San Simón o la estatua realizada por los artistas Moncho Lastra y Sergio Portela Campos en honor al Capitán Nemo, protagonista de la novela 20.000 leguas de viaje submarino de Jules Verne en la que el singular marino utiliza su submarino, el Nautilus para descubrir y recuperar el tesoro hundido en la Ría de Vigo durante la batalla de Rande. Pero sin lugar a dudas la atracción turística más destacable es el complejo de la Playa de Cesantes, integrado por la misma playa de aproximadamente 1500 metros de longitud, un paseo marítimo y un espacio protegido dunar en vías de recuperación.

## Datos demográficos

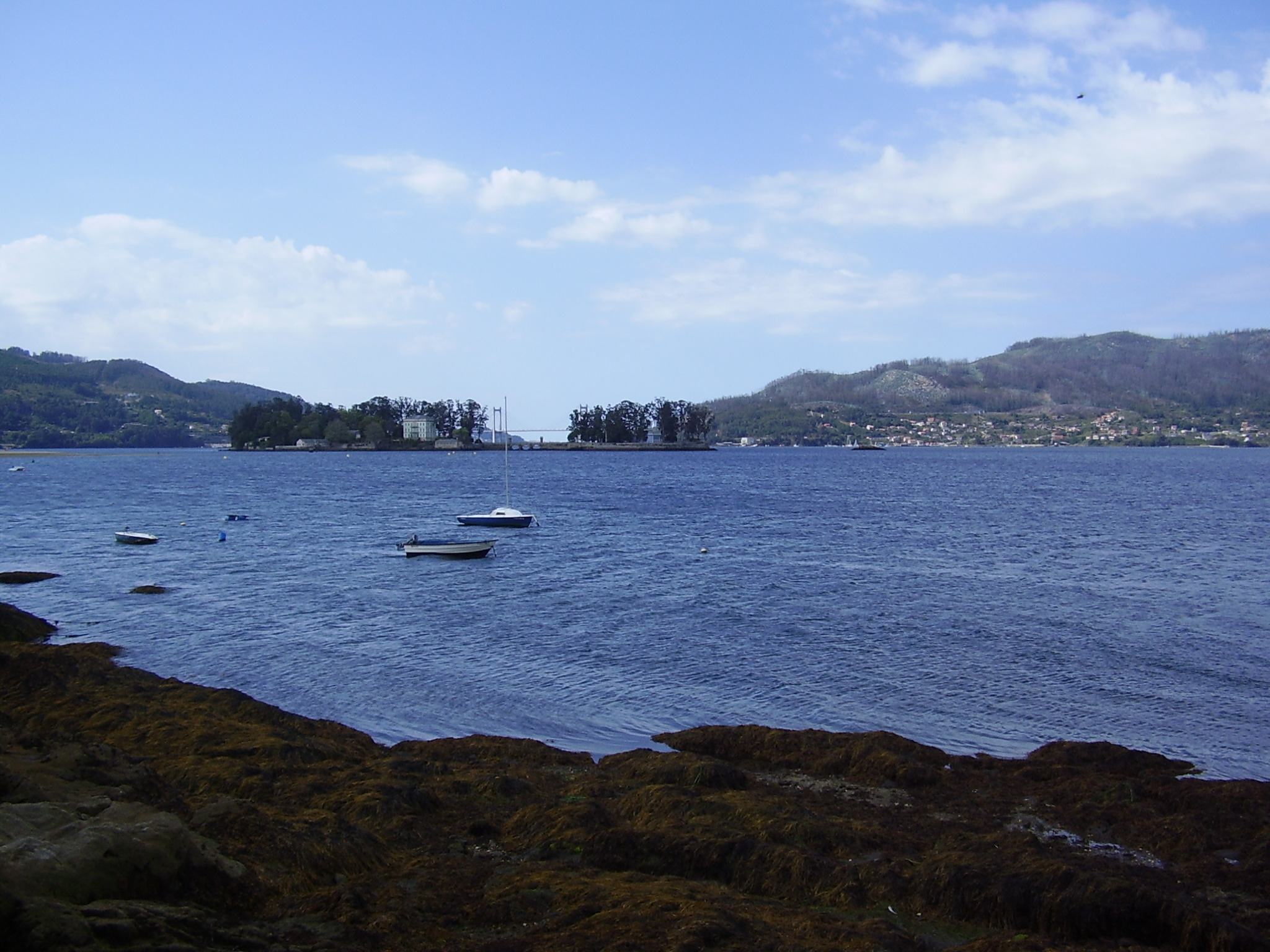
La ría de Vigo desde las rocas.

La población de Cesantes ronda los 3.420 habitantes (1.747 mujeres y 1.673 hombres), distribuidos en 5 entidades de población, lo que supone un aumento en relación con el año 1999 cuando tenía 3.387 habitantes. La mayoría de esa población se dedíca a la pesca, al marisqueo o al turismo.

## Personajes célebres
- Mendiño, trovador medieval.
- Iago Bouzón, futbolista del Omonia Nicosia - Chipre.

- Datos: Q2946995
- Multimedia: Cesantes, Redondela / Q2946995